# Radfahrer Club Germania (Poznań)
Radfahrer Club Germania – nieistniejące towarzystwo kolarskie założone w Poznaniu w 1894. 
Od 1899 przy klubie powstał pierwszy w mieście oddział żeński, który w 1900 uzyskał samodzielność, jako I Damen Radfahrer-Club Germania. 
Towarzystwo było współorganizatorem (wraz z Radfahrer-Verein Posen) pierwszych w Poznaniu wyścigów kolarskich na torze na Szelągu (maj 1895). 